# Знаменито место
Знаменито место је једна од четири врсте непокретних културних добара у Србији. Знаменита места могу имати изузетан значај или велики значај или да буду само заштићена, без назначеног значаја.

## Значење појма
Под знаменитим местом подразумева се „простор везан за догађај од посебног значаја за историју, подручје с израженим елементима природних и радом створених вредности као јединствене целине, као и спомен гробови или гробља и друга спомен обележја која су подигнута ради трајног очувања успомене на значајне догађаје, личности и места из националне историје (меморијали), од посебног културног и историјског значаја“ (Закон о културним добрима Р Србије, 1994).
Као и свако друго културно добро и знаменито место се не сме „оштетити, уништити, нити се без сагласности, у складу с одредбама овог закона, може мењати његов изглед, својство или намена“ (Закон о културним добрима Р Србије, 1994).

## Знаменита места од изузетног значаја у Србији
- Бела Црква код Крупња,
- Спомен-парк „Бубањ“ у Нишу,
- Спомен-парк „Крагујевачки октобар“ у Шумарицама у Крагујевцу,
- Спомен-парк у Краљеву,
- Чегар у Нишу,
- Столице код Крупња,
- Марићевића јаруга у Орашцу код Аранђеловца,
- Меморијални комплекс „Бошко Буха“ на Јабуци код Пријепоља,
- Радовањски Луг у Радовању код Велике Плане,
- Место битке код Петроварадина 1716. године код Новог Сада,
- Место битке код Сенте 1697. године, Сента,
- Место битке код Сланкамена 1691. године, Стари Сланкамен код Инђије,
- Место Карловачког мира 1699. године код Сремских Карловаца,
- Меморијални комплекс у Идвору код Ковачице,
- Место пробоја на Сремском фронту код Адашеваца, Шид,
- Меморијални комплекс на Љубићу код Чачка,
- Спомен-костурница на Церу у Текеришу код Лознице,
- Спомен кућа Вука Стефановића Караџића у Тршићу код Лознице.